# Макэлис, Мэри Патрисия
Мэ́ри Патри́шия Мак-Эли́с (ирл. Máire Pádraigín Bean Mhic Ghiolla Íosa, англ. Mary Patricia McAleese; род. 27 июня 1951, Белфаст, Северная Ирландия) — ирландский политик, президент Ирландии с 11 ноября 1997 по 11 ноября 2011 года, от партии Фианна Файл, вторая женщина на этом посту и первая, кто родился в Северной Ирландии (покинуть которую её семью заставили лоялисты).

## Биография
Мак-Элис родилась в северной части Белфаста, была старшей из девяти детей в семье. Получила среднее образование в школе Святого Доминика. В Университете Квинс в Белфасте Мак-Элис изучала право. В 1973 году окончила университет с отличием первого класса. В 1975 году была назначена профессором уголовного права и криминологии в Тринити колледже Дублина. В 1987 году стала директором Института профессиональных юридических исследований в Университете Квинс. Затем заняла должность проректора Университета Квинс.
Мак-Элис избрана президентом после досрочной отставки Мэри Робинсон. До этого также была профессором Дублинского университета. В 2004 году переизбрана на второй срок в отсутствие оппонентов.
Мэри Патришия Мак-Элис выступает за объединение Ирландии с Северной Ирландией.
Почётный доктор права Сент-Эндрюсского университета (2013).
В 2019 году избрана номинальным главой (chancellor) Тринити-колледжа в Дублине. Сменила на этой должности Мэри Робинсон, избранную в 1998 году.